# Pax (Unix)
pax é um utilitário de arquivamento criado pelo POSIX e definidos pela POSIX.1-2001. O utilitário pax deve ler, escrever e escrever listas dos membros de arquivo e copiar diretórios de hierarquia. Uma variedade de formatos de arquivo são suportados.